# えびす通り商店街
えびす通り商店街（えびすどおりしょうてんがい）は、広島県広島市中区にある商店街で、通称「えびす通り」として親しまれている。

## 概要
広島市中心部の商店街で、金座街と中央通り、流川通りに隣接しており、周辺は広島市最大の歓楽街である流川地区にあたる。正式名称は胡町商店街。商店街の名前は、三越の隣にある胡子神社から付けられ、毎年11月には胡子講で賑わう。2007年（平成19年）、22年ぶりにアーケードをリニューアルした。

## 店舗・施設
- 胡子神社
- 福屋八丁堀本店
- 三越広島店
- ヤマダ電機LABI広島（天満屋八丁堀ビル） - 旧天満屋八丁堀店。ヤマダ電機LABI広島が核店舗の商業施設。
- ウォンツ えびす通り店 - ドラッグストアチェーン。ツルハグループ[1]。
- ザ・ダイソー 広島えびす通り店[2]
- むすびのむさし 胡店[3]
- セカンドクラッチ - ライブハウス。旧ナミキジャンクション。
- A-プライス広島八丁堀店 - フタバ図書八丁堀店跡地、2023年4月18日開店[4]。

## かつて存在した店舗
- マクドナルド
- モスバーガー
- PRONT
- イタリアントマト
- みっちゃんいせや - お好み焼店
- フタバ図書 八丁堀店[5]
- メディアカフェポパイ[6][7]

## 交通機関
- 広島電鉄路面電車
  - 本線
    - 八丁堀電停
    - 胡町電停

  - 銀山町電停下車

- 広電バス
- 広島バス
  - 八丁堀バス停 ほか

## イメージソング
2007年のえびす通りの新アーケード完成に伴い、広島を拠点に音楽活動をしているシンガーソングライター森本ケンタによるイメージソングが発表された。